# Gleixhe
Gleixhe (en wallon li Gléjhe) est une section de la commune belge de Flémalle située en Région wallonne dans la province de Liège.
C'était une commune à part entière avant la fusion des communes de 1964, date à laquelle elle fusionna avec Les Awirs. Elle est traversée par le ruisseau des Awirs.

## Géographie

### Lieux et lieux-dits
Boubou, Bouhet, Boverie, Broussoux, Godin, Hautepenne, Rond Fawe, Thier Pays, Long Barre.

## Démographie
- Sources : INS, Rem. : 1831 jusqu'en 1970 = recensements, 1976 = nombre d'habitants au 31 décembre.

### Quelques chiffres vers 1950
- Population : 260.
- Nombre de bâtiments : 71.

## Patrimoine et culture

### Patrimoine architectural[1]

#### Église Saint-Lambert
Édifice dont la construction débuta en 1779, à l'emplacement d'une église plus ancienne qui menaçait ruines.
Beau décor Louis XVI. Toile du maître-autel par Jean-Joseph Hanson, peintre de la cathédrale de Liège (1783, signé et daté).

#### Château de Hautepenne (ou Haultepenne)

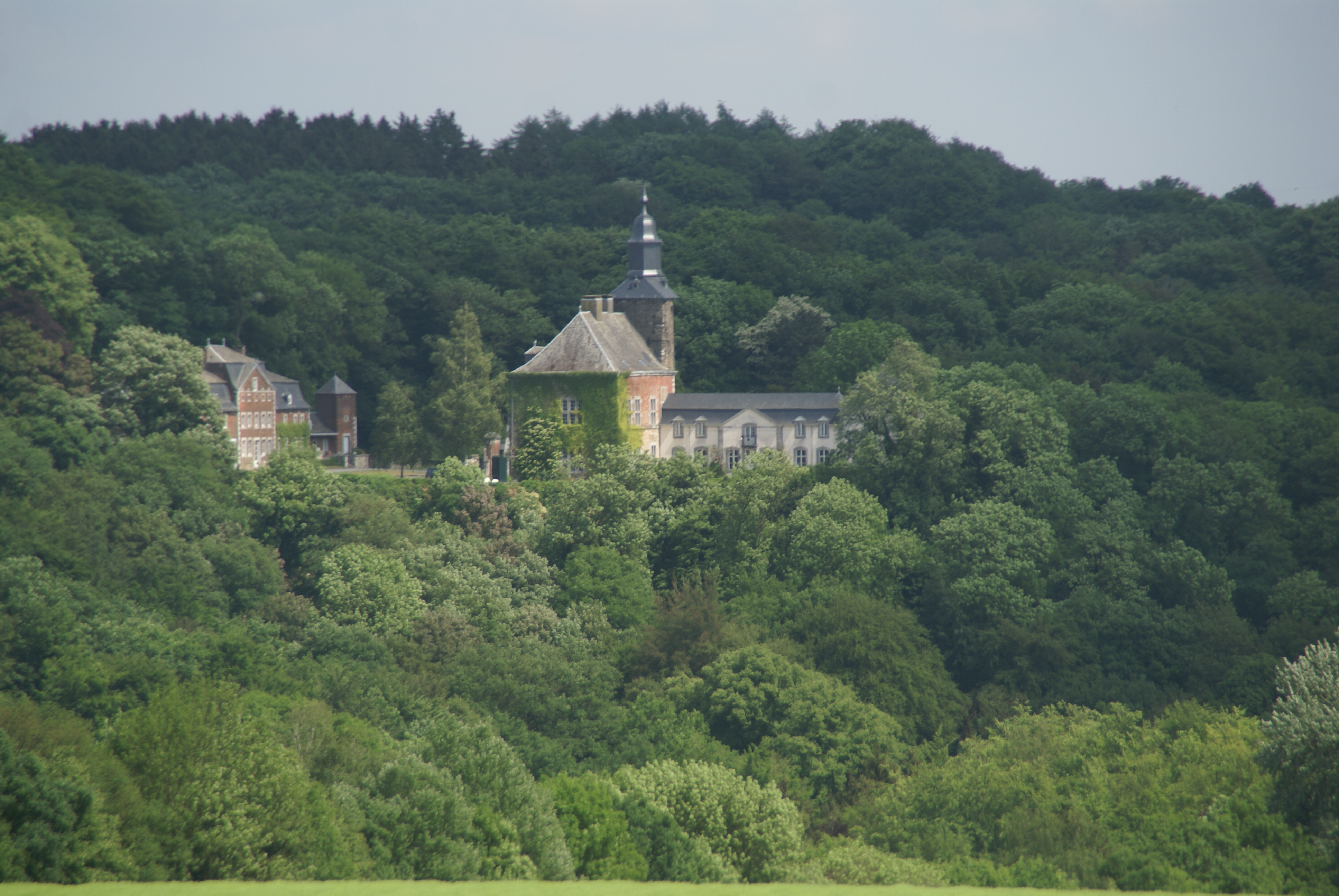
Château Hautepenne

- La plus ancienne partie du château, une tour surmontée d'une flèche, doit dater du XIVe siècle. Lambert de Harduemont (de Haultepenne), issu de la famille de Warfusée, a probablement été le constructeur du premier château qui a notamment servi de refuge à Guillaume de la Marck (Guillaume à la Barbe) lors de sa fuite d'Aigremont. Les princes d'Aremberg furent propriétaires de Haultepenne de 1752 à 1892. À cause de son appartenance à cette dernière famille allemande, le domaine fut saisi comme prise de guerre par l'état belge en 1919 et placé sous séquestre jusqu'à son rachat par Antoine France, en 1926. Sa fille, Marguerite France, épouse Galand, en a hérité en 1945. Haultepenne est une demeure remarquable où la façade Louis XV (partie blanche) forme un angle droit avec un bâtiment de style Renaissance (partie rouge) lui-même accolé au donjon. En face se trouve une superbe demeure style Renaissance, construite sous l'ère d'Arenberg, en même temps que la partie blanche.